# Nietingsee
Der Nietingsee ist ein See auf dem Gebiet der Gemeinde Kargow im Landkreis Mecklenburgische Seenplatte in Mecklenburg-Vorpommern. Er hat eine Größe von etwa 0,85 Hektar und liegt auf 65 m ü. NHN. Der Durchmesser des beinahe kreisrunden, stark verschilften Sees beträgt 100 Meter. Er liegt inmitten des Müritz-Nationalparks knapp einen Kilometer nördlich des Kargower Ortsteils Speck in der Mühlenseerinne, die Anfang der 1990er-Jahre bei der Umsetzung des Nationalparkplans wiedervernässt wurde, nachdem es durch früheren Mühlenbetrieb zur Entwässerung des Gebietes gekommen war. Mit steigendem Grundwasserspiegel starb der dort allmählich entstandene Wald ab und es regenerierten sich die Niedermoore, die den Nietingsee seither wieder umgeben.
Ein Rundwanderweg des Nationalparks führt von Speck kommend südöstlich am Nietingsee vorbei.